# Vrhek
Vrhek este o localitate din comuna Sevnica, Slovenia, cu o populație de 123 de locuitori.